# Pseudomantalania macrophylla
Pseudomantalania macrophylla là một loài thực vật có hoa trong họ Thiến thảo. Loài này được J.-F.Leroy miêu tả khoa học đầu tiên năm 1973.